# Zentai

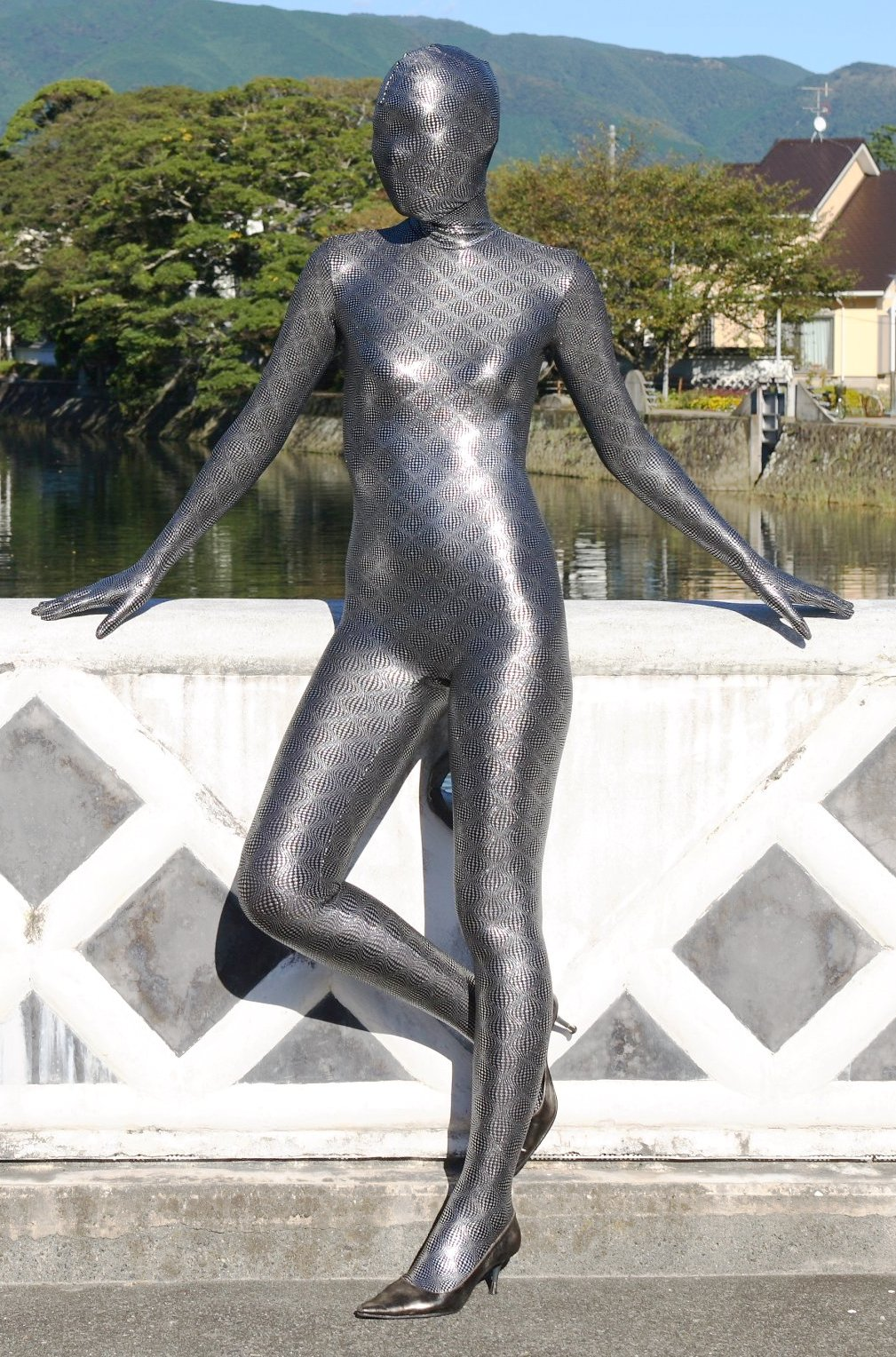
Donna che indossa un tipico abito zentai che ricopre tutto il corpo, faccia compresa

Zentai (in giapponese ゼンタイ) è un termine utilizzato per indicare un abito aderente che copre il corpo intero. Questo genere di abbigliamento viene più comunemente realizzato utilizzando materiali quali lycra, spandex, cotone, lana e fibre metalliche.

## Utilizzo e diffusione

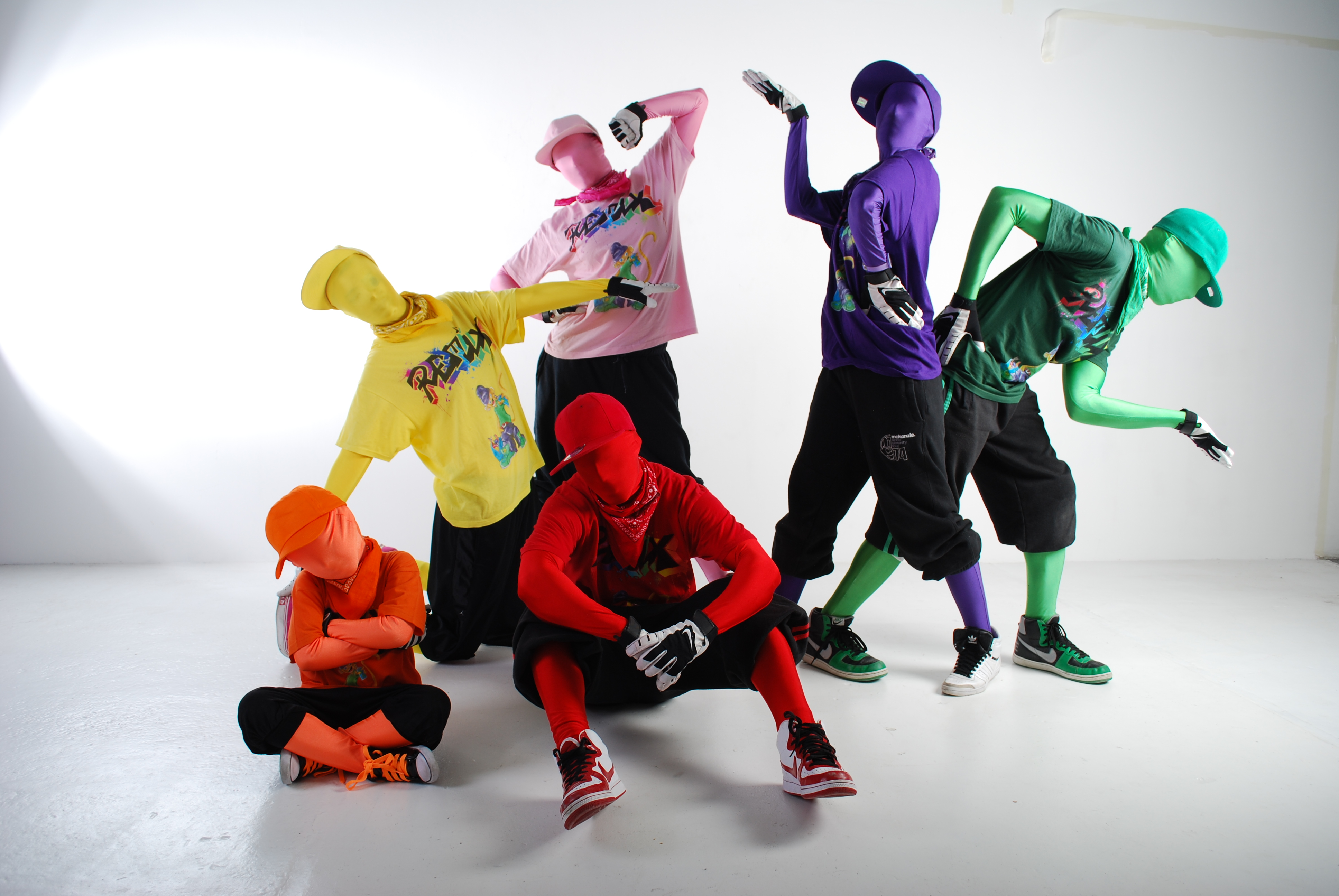
Gruppo di ballerini

Nel teatro tradizionale giapponese del Bunraku i burattinai sono soliti indossare una specie di calzamaglia nera in modo da confondersi con lo sfondo, evitando di distogliere l'attenzione degli spettatori durante lo spettacolo delle marionette. In ambito artistico, anche i ballerini di danza moderna fanno uso di abiti aderenti in modo da enfatizzare i loro movimenti armonici. Nell'industria cinematografica gli abiti in stile zentai sono utilizzati dagli attori durante la ripresa di scene alle quali devono essere aggiunti degli effetti speciali, quali ad esempio quelli in cui viene sfruttato il chroma key oppure in cui l'attore viene fatto scomparire con la rielaborazione digitale. La NASA sta sviluppando una speciale tuta spaziale aderente in grado di rilevare i parametri biologici di chi la indossa.
Lo zentai è considerato da alcune persone una forma di espressione artistica, rendendosi fisicamente anonimi con appositi modelli di abiti che coprono dalla testa fino ai piedi (molto spesso compresa la faccia) e risaltano per la loro originalità e per i colori sgargianti. Tra i temi favoriti di questo genere di costumi spiccano gli animali, i supereroi e i temi astratti. Quando sopra a questo tipo di abbigliamento viene indossata una maschera per somigliare a un personaggio dei cartoni animati ci si riferisce al kigurumi.

## Feticismo
Lo zentai ha anche un ruolo nelle subculture fetish e BDSM. Abiti così aderenti di questo genere, fatti in materiale quali il PVC e la gomma, si prestano particolarmente a generare la sensazione di una "seconda pelle". Altre persone considerano lo zentai come una forma di bondage, esistono perfino indumenti in grado di bloccare mani e gambe realizzando una mummificazione.